# Lavotchkine La-11
Le Lavotchkine La-11 (en russe : Лавочкин Ла-11) était un chasseur conçu et fabriqué par le bureau d'études (OKB) Lavotchkine en Union soviétique juste après le début de la guerre froide. Il fut engagé au combat par la Corée du Nord, l'URSS et la Chine durant la guerre de Corée, aux côtés de son prédécesseur le La-9. Ce conflit ayant démontré la supériorité des avions à réaction sur les chasseurs à moteur à pistons, le La-11 sera le dernier chasseur à hélice conçu par l'OKB Lavotchkine (les La-13 et La-15 seront à réaction), ainsi que le dernier fabriqué en Union soviétique.